# -iacum
Het woorddeel -(i)acum, met als verwanten -akom en -(on)iacas, was een Gallo-Romeins achtervoegsel waarmee vele plaatsnamen in Frankrijk, de Benelux en het Rijnland zijn opgebouwd in de periode van ±200 v.Chr. tot ±600 na Chr. In de Benelux zijn deze achtervoegsels bewaard gebleven in een honderdtal plaatsnamen, voornamelijk in België (bijv. "Kortrijk" en "Doornik").

## Restanten
In de Lage Landen zijn -akom en -(i)acum terug te vinden in plaatsnamen zoals Kortr(j)-ik (847 Curtri-aco), Doorn-ik (±300 Turn-aco), Kemz-eke (1117 Kemes-ica) en Monten-aken (1203 Montin-acu). Door het typische uitvloeien van plofklanken in het Limburgs-Duitse taalgebied veranderde de eind-"k" daar tot "ch": Gemmen-ich (1042 Gimini-aco) en Echtern-ach (698 Eptern-aco). In het Oïl-Frans verdween de "k" zelfs volledig: Cambr-ai (±200 Camar-acum), Cin-ey (1006 Ceun-aco), Cou(l)j-et (966 Culi-aco). Er bestaat ook een meervoud: -(i)acas, aanwezig in o.m. Biesmer(j)-ée (866 Bermeri-acas) en Thui(l)j-ies (866 Tiwili-acas). Dit -(i)acas is vaak uitgebreid tot -ini-acas, o.m. in Dott-en(j)-is (872 Dott-ini-acas) en Harm-inj-ies (868 Harm-ini-acas).

## Morfologie
De oudste vorm is -akom, dat ontstond tussen 300 en 10 v.Chr. door de samenvoeging van het Keltische suffix -akos (adjectivering) en de Germaanse uitgang -om (locatief). Onder de romanisering werd -akom gelatiniseerd: -acum/-acas. Later ging men, door de vaak voorkomende combinatie met gentilicia zoals Tiberi-us en Carini-us, hieraan onterecht de "i" toevoegen. Door deze "i", maar misschien ook al door -acum/-acas zelf, onderging de stamklinker in het Germaanse taalgebied trouwens een klankwijziging (bijv. Martin-us + iacum > Märtiniacum > Merzenich). Ook nog na de Germaanse trek werd het nieuwe -iacum/-iacas in veel streken toegepast. Veel Germaanse persoonsnamen eindigden op "o"; daarom vormde men de vierde variant -on-iacas, dat ten gevolge van mouillering al gauw naar -in-iacas gleed (bijv. Dotto > Dott-on-iacas > Dott-in-iacas). Het valt op dat zulke plaatsnamen zich in Henegouwen en Nord concentreren rondom de oudere -(i)acum/-akom-namen.

## Betekenis
Zoals gewoonlijk heeft het suffix zelf een abstracte betekenis. Men kan dit het best vertalen door "domein", "landgoed" of "nederzetting". De specifieke plaatsaanduiding zit uiteraard vervat in de voorgaande woorddelen. Hierin lazen naamkundigen de volgende soorten van verwijzing:
- het bezit, bijv. Jülich (±300 Iuli-aco, "landgoed van Julius") en Zieverich (±300 Tiberi-acum, "landgoed van Tiberius")[7]
- nabije rivieren, bijv. Zinnik (±950 Soni-acas, mogelijk "landgoed aan de Zenne") en Ligny (*Lini-acum, mogelijk "landgoed aan de Ligne")[8]
- het reliëf, bijv. Sivry (±950 Suuriacum < *superi-acum, mogelijk "landgoed op de hoogte")[9] en Montenaken (1203 Montin-acu, mogelijk "landgoed op de berg")[10]
- de vegetatie, bijv. Bavay (±300 Bag-acum, mogelijk "landgoed aan het beukenbos") en Kessenich (1155 Cassen-ic, mogelijk "landgoed aan het eikenbos")[11]
- het terrein, bijv. Semmerzake (815 Cimbarsaca < *comber-isa-acum, mogelijk "landgoed bij de samenvloeiing van water") en Moerzeke (1072 Morceka < *mor-isa-acum, mogelijk "landgoed aan het water uit de moeren")[12]

Het is belangrijk te weten dat de betekenis van zulke oude plaatsnamen zelden vaststaat. Vaak worden meerdere verklaringen voorgesteld, omdat de etymologie en de landschappelijke kenmerken nu eenmaal diverse associaties mogelijk maken.

## Vlaanderen en Nederland
In het Nederlandse taalgebied kunnen de suffixen herkend worden in eindlettergrepen zoals "-ijk/ch(en)", "-ik/ch(en)", "-ek/ch(en)" en "-ak/ch(en)". Toch gaat zo'n eindlettergreep niet altijd zó ver terug. Ze kan immers ook voortkomen uit de latere Nederfrankische uitgangen -eken en -ing(k)em, of uit tal van woorden zoals wijk, dijk, la(ij)k, spijk, beek en ber(i)g. Wanneer de plaatsnaam geen oude schriftelijke vermelding heeft waarin sprake is van een lettergreep -ac-, blijft dus onduidelijk of de plaatsnaam al vóór 500 ontstond.
Desalniettemin wordt bij plaatsnamen met een van deze eindlettergrepen soms een Keltische, Gallo-Romeinse of Germaanse grondvorm voorgesteld, alhoewel dit louter speculatie blijft. Archeologische ontdekkingen geven bijval maar geen bevestiging aan een oude herkomst. "Zellik" kan bijvoorbeeld van het Nederfrankische zele-ken ("kleine hoeve") stammen, maar sinds de ontdekking van een Gallo-Romeinse nederzetting wordt het soms teruggevoerd tot *Setili-acum ("landgoed van Setilius"). Wegens dit soort twijfels is steeds voorzichtigheid geboden bij opsommingen van (i)acum-namen.
Onderstaande lijst geeft alle mogelijke plaatsnamen op -akom/-(i)acum/-(on)iacas binnen Vlaanderen en Nederland. In Vlaanderen komt het suffix overal voor, maar in Nederland enkel in Nederlands-Limburg en Gelderland. Ook buiten Vlaanderen en Nederland (nl. in Wallonië, Frankrijk, Luxemburg en het Rijnland) zijn talrijke plaatsen gekend of aanzien als oude -(i)acum-namen, maar onderstaande lijst beperkt zich tot de bekendste plaatsen aldaar.
| Huidige naam          | Provincie | Geattesteerde/gereconstrueerde grondvorm | Voorgestelde betekenissen                                          |
| --------------------- | --------- | ---------------------------------------- | ------------------------------------------------------------------ |
| Aartrijke             | W.-Vl.    | ±900 Artiriacum                          | "van Arthur", "waar beren wonen"                                   |
| Alken                 | B.-Lb.    | *Alliacum, *Alcenacum                    | "van Allius", "waar look groeit"                                   |
| Atrecht FR (hernoemd) | PdC       | ±300 Nemetacum                           | "van het volk der Nemeten"                                         |
| Altenaken             | Vl.-Br.   | *Altumacum                               | "op de hoogte"                                                     |
| Bastenaken WAL        | Lux.      | 634 Bastoneco                            | ?                                                                  |
| Bavik FR              | Nord      | ±300 Bagacum                             | "aan het beukenhout"                                               |
| Beutenaken            | Nl.-Lb.   | *Butoniacas                              | "van Buto"                                                         |
| Blerick               | Nl.-Lb.   | ±365 Blariaco                            | "van Blarius" (Klt. "de Grijsaard")                                |
| Bonen FR (hernoemd)   | PdC       | ±300 Gesoriacum                          | ?                                                                  |
| Chimay WAL            | Heneg.    | 1049 Cimacum                             | ?                                                                  |
| Ciney WAL             | Namen     | 1006 Ceunaco                             | ?                                                                  |
| Deerlijk              | W.-Vl.    | *Terraliacum                             | "bij de aarden dijk"                                               |
| (Dender)windeke       | O.-Vl.    | *Wenetiacum, *Vindiacum                  | "van Wenetius" (Lt. "de Wenetiër"), "van Vindio" (Klt. "de Witte") |
| Doornik WAL           | Heneg.    | ±300 Turnacum                            | "op de heuvel"                                                     |
| Doornik               | Gld.      | ±1100 Tornacum                           | "op de heuvel"                                                     |
| Dottenijs WAL         | Heneg.    | 872 Dottiniacas                          | "van Dotto"                                                        |
| Dowaai FR             | Nord      | ±1040 Duacum                             | ?                                                                  |
| Echternach LUX        |           | 698 Epternaco                            | "van Epternus"                                                     |
| Etenaken              | Nl.-Lb.   | *Atoniacas                               | "van Ato"                                                          |
| Geldenaken WAL        | W.-Br.    | *Geldumnacum                             | "van het volk der Geldumni"                                        |
| Gellik                | B.-Lb.    | *Galliacum                               | "van de Galliër"                                                   |
| Gemmenich WAL         | Luik      | 1042 Giminiaco                           | "van Ge(r)minius"                                                  |
| Geverik               | Nl.-Lb.   | *Gabriacum                               | "van Gabrius", "bij de geitenhoeve"                                |
| Gooik                 | Vl.-Br.   | 877 Gaugiaco                             | "van Gaudius/Gavidius", "lusthof"                                  |
| Gulik DUI             | NW        | ±300 Iuliaco                             | "van Julius"                                                       |
| Harles                | Nl.-Lb.   | *Hariliacum                              | "van Harilo"                                                       |
| Jeuk                  | B.-Lb.    | *Gaudiacum                               | "van Gaudius/Gavidius", "lusthof"                                  |
| Kamerijk FR           | Nord      | ±300 Camaracum                           | ?                                                                  |
| Kaprijke              | O.-Vl.    | *Capriacum                               | "van Caprius", "bij de geitenhoeve"                                |
| Kemzeke               | O.-Vl.    | *Camasiacum, *Cambisiacum                | "van Camasius", "aan de bochtig beek"                              |
| Kessenich             | B.-Lb.    | *Cas(t)iniacum, *Cassanacum              | "van Cas(t)inius", "aan het eikenhout"                             |
| Kontich               | Antw.     | ±1000 Condacum                           | "van Contius"                                                      |
| Kortenaken            | Vl.-Br.   | 1132 Cortenach                           | "van Curtonius", "nabij het cohort"                                |
| Kortrijk              | W.-Vl.    | 847 Curtriaco                            | "van Corotures" (Klt. "de Kleine"), "met de gevlochten omheining"  |
| Kumtich               | Vl.-Br.   | *Comitiacum                              | "van de wetsdienaar"                                               |
| Lanaken               | B.-Lb.    | ±820 Ludinacam                           | "van koning Chlodio", "aan de godin Hludana"                       |
| Lennik                | Vl.-Br.   | 877 Liniacum                             | "van Linius", "aan de rechte weg/rivier"                           |
| Maalzake              | O.-Vl.    | ±1177 Malsaca                            | "van Malasius"                                                     |
| Mainz DUI             | RP        | ±100 Mogontiacum                         | ?                                                                  |
| Mamelis               | Nl.-Lb.   | *Mamiliacas                              | "van Mamilo"                                                       |
| Maurik                | Gld.      | ±300 Mannaricium                         | "van Malerius"                                                     |
| Melick                | Nl.-Lb.   | ±300 M(a)deriacum                        | "aan de Maas"                                                      |
| Moerzeke              | O.-Vl.    | *Mauriciacum, *Morisacum                 | "van Mauricius", "aan het water uit het moeras"                    |
| Montenaken            | B.-Lb.    | 1203 Montinacu                           | "op de berg"                                                       |
| Mook                  | Nl.-Lb.   | 1206 Moldeka                             | ?                                                                  |
| Oudenaken             | Vk.-Br.   | 966 Haldenacha                           | "van Haldo"                                                        |
| Ronse                 | O.-Vl.    | 1217 Rothnaco                            | "aan de Ronne"                                                     |
| Rozenaken WAL         | Heneg.    | 1001 Rocenaka                            | "van Hrodso"                                                       |
| Semmerzake            | O.-Vl.    | 815 Cimbarsaca                           | "van Cembrisius", "nabij de samenvloeiing"                         |
| (Schelde)windeke      | O.-Vl.    | *Wenetiacum, *Vindiacum                  | "van Wenetius" (Lt. "de Wenetiër"), "van Vindio" (Klt. "de Witte") |
| Sippenaeken WAL       | Luik      | *Sappinacum                              | "aan het naaldbos"                                                 |
| Slenaken              | Nl.-Lb.   | *Sledoniacas                             | "van S(c)letho"                                                    |
| Temse                 | O.-Vl.    | 870 Temsica                              | "van Tamasius", "langs de Demer"                                   |
| Varik                 | Gld.      | *Valeriacum                              | "van Valerius"                                                     |
| Velzeke               | O.-Vl.    | *Feliciacum                              | "van Felicius"                                                     |
| Vertrijk              | Vl.-Br.   | *Victoriacum, *Viridiariacum             | "van Victorius" (Lt. "de Overwinnaar"), "nabij de boomgaard"       |
| Vissenaken            | Vl.-Br.   | *Vassonacum                              | "van de lijfeigenen"                                               |
| Vroenhoven (hernoemd) | B.-Lb.    | 1283 Montenaken                          | "op de berg"                                                       |
| (Wasser)billig LUX    |           | *Billiacum                               | "van Billius"                                                      |
| Wervik                | W.-Vl.    | ±300 Viroviacum                          | "van Wirovius" (Klt. "de Manhaftige")                              |
| Wilrijk               | Antw.     | *Valeriacum                              | "van Valerius"                                                     |
| Zellik                | Vl.-Br.   | *Setiliacum                              | "van Setilius"                                                     |
| Zinnik WAL            | Heneg.    | ±950 Soniacas                            | "aan de Zenne"                                                     |
| Zulzeke               | O.-Vl.    | *Sulpiciacum, *Saulisacum                | "van Sulpicius", "aan de vuile beek"                               |
| Zwijveke              | O.-Vl.    | 1223 Sueueka                             | ?                                                                  |